# Coccinella leonina
Coccinella leonina (лат.) — вид божьих коровок родом из Новой Зеландии. Коровка длиной 5—6 мм, чёрного цвета, на спине 16 оранжевых точек. Личинки и имаго хищники, охотящиеся на тлю.
Другой вид коровок из того же рода — Coccinella undecimpunctata, тоже из Новой Зеландии, довольно сильно отличается от Coccinella leonina, хотя они имеют общие размеры и экологическую нишу. Оба вида встречаются на Южном острове и на юге Северного острова, хотя Coccinella undecimpunctata встречается в северной части Северного острова.